# Morral de Catinell
El Morral de Catinell és una muntanya de 1.131 metres que es troba al municipi de la Sénia, a la comarca catalana del Montsià.